# Confrontos entre Palmeiras e Flamengo no futebol
Superclássico do Brasil é como são chamados os confrontos entre S.E. Palmeiras e C.R. Flamengo, dois dos maiores clubes de futebol de São Paulo e do Rio de Janeiro, respectivamente. O clássico, disputado desde 1929, reúne duas das equipes de maiores torcidas do país e número de conquistas, além de pertencerem às cidades de maior poderio econômico, importância política e concentração populacional, São Paulo e Rio de Janeiro.

## História

### Primeiros duelos e decisões
O primeiro confronto se deu no estádio da rua Coronel Nogueira Padilha, em Sorocaba, em 29 de março de 1929. O time carioca venceu por 1 a 0 o Palestra Italia. Desde então, foram 131 duelos, com 49 triunfos alviverdes e 44 rubro-negros, além de 38 empates.
Uma das várias curiosidades que cercam o clássico é o fato de o Flamengo foi o último adversário dos palmeirenses com sua antiga denominação. Pelo Torneio Quinela de Ouro (pentagonal que também incluía Fluminense, São Paulo e Corinthians), a 25 de março de 1942, houve um empate em 2 a 2. 
Após este jogo, o clube da colônia ítalo-paulistana teve de mudar de nome, por força de determinação do então presidente Getúlio Vargas. Como o Brasil entrara em guerra com o Eixo, formado por Alemanha, Itália e Japão, o governo ordenou que todos os clubes, colégios e entidades cujos nomes fizessem referência a essas nações teriam de alterá-los.
No duelo entre o rubro-negro carioca e o alviverde paulista, a primeira decisão da história foi na Taça dos Campeões Estaduais Rio-São Paulo de 1942. Na competição, que confrontava os campeões estaduais do Rio de Janeiro e de São Paulo, o Palmeiras venceu o Flamengo por 3 a 0, conquistando o título.

#### Decisão da Copa Mercosul de 1999
A primeira decisão em torneios oficiais de maior expressão entre as duas equipes foi realizada em dezembro de 1999, quando o time rubro-negro e a equipe alviverde fizeram as finais da Copa Mercosul de 1999. O Flamengo sagrou-se campeão da competição, após vencer o Palmeiras no primeiro jogo, disputado no Maracanã, por 4 a 3, e empatar o segundo duelo, no Palestra Itália, por 3 a 3.

### 2021–presente

#### Supercopa do Brasil de 2021
A segunda decisão entre os clubes foi na Supercopa do Brasil de 2021, que reuniu as equipes campeãs de 2020 do Campeonato Brasileiro (Flamengo) e da Copa do Brasil (Palmeiras) em jogo único disputado no Estádio Mané Garrincha, em Brasília, em abril de 2021. O campeão do torneio nacional foi Flamengo, que conquistou a taça em disputa por pênaltis, após uma partida decisiva bastante disputada que terminou empatada por 2 a 2.

#### Copa Libertadores de 2021

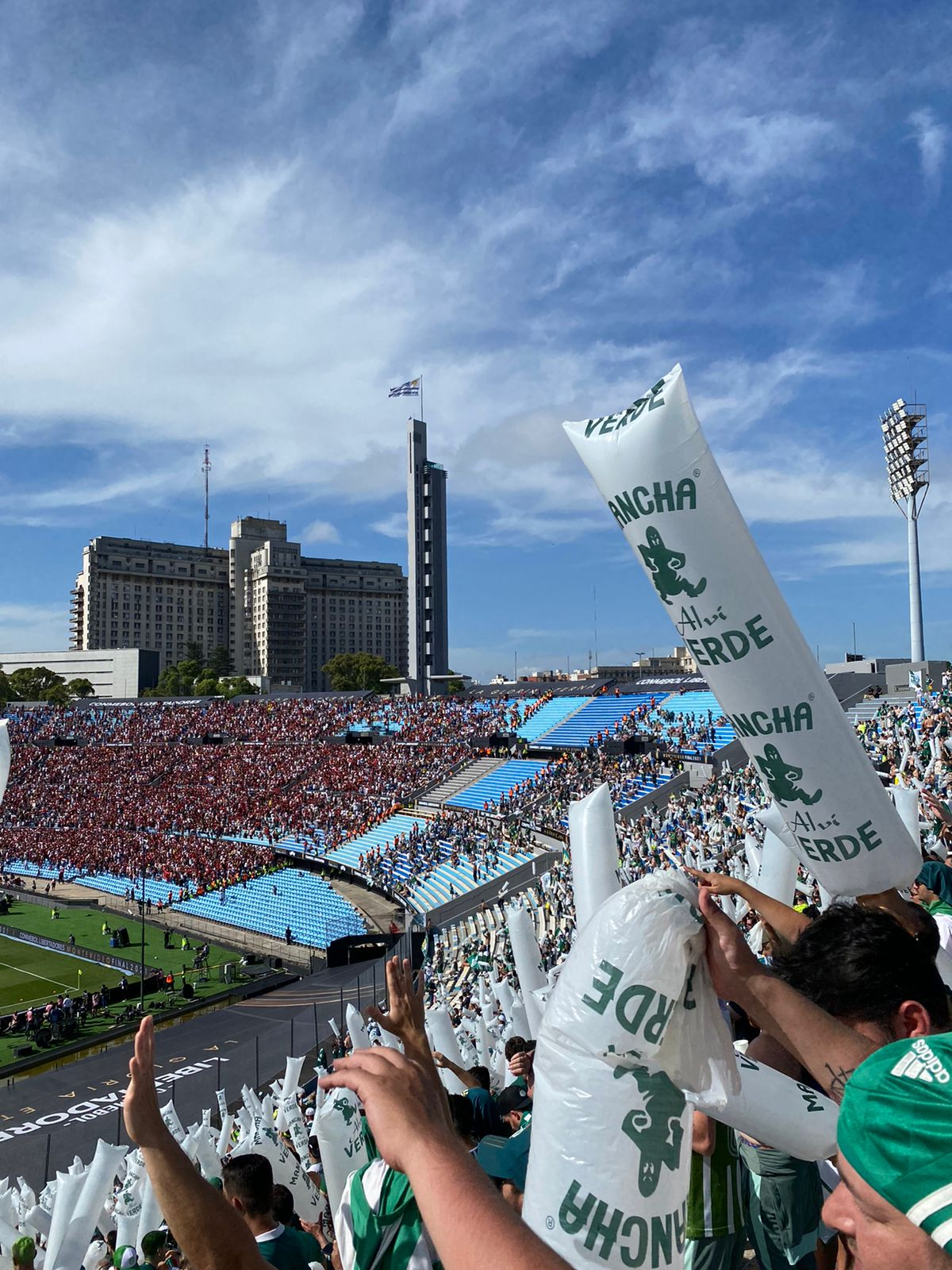
Torcida do Palmeiras na arquibancada do Estádio Centenário na final da Libertadores

O mais importante duelo entre os clubes na história deste clássico nacional foi a final da Copa Libertadores da América de 2021. A partida, disputada em jogo único em Montevideo, no Uruguai, no Estádio Centenário, reunia uma série de fatos históricos marcantes, sendo, entre eles, a primeira vez que ambos as equipes duelavam no torneio, o duelo que trazia os clubes mais fortes economicamente do Brasil na época, a primeira vez que os dois últimos campeões de Libertadores se enfrentaram numa final e a possibilidade de o Brasil ter um novo clube tricampeão da Libertadores.
Na final, em jogo transmitido pela TV para mais de 200 países do planeta, o Palmeiras venceu o Flamengo por 2 a 1, na prorrogação, com gol decisivo marcado pelo atacante Deyverson. Com o título, a equipe alviverde se transformou no clube com melhor desempenho na história da Libertadores, com uma série de recordes à frente do demais compatriotas e o único time na história a ter conquistado a Copa Libertadores duas vezes no mesmo ano, já que havia conquistado o bicampeonato em janeiro de 2021, na final da edição de 2020 contra o Santos, no Estádio do Maracanã.

#### Supercopa do Brasil de 2023
Em uma reedição de 2021, Palmeiras e Flamengo (atuais campeões do Brasileirão e Copa do Brasil, respectivamente) se enfrentaram novamente pela Supercopa do Brasil, novamente no Estádio Mané Garrincha, em 28 de janeiro de 2023. O Palmeiras conseguiu a revanche, vencendo o Flamengo por 4 a 3 em um emocionante jogo, com Raphael Veiga e Gabriel Menino marcando dois gols cada para o time verde conquistar a taça inédita.

#### Copa do Brasil de 2024
Palmeiras e Flamengo se enfrentaram precocemente nas oitavas de final da Copa do Brasil de 2024. Na primeira partida, o Flamengo dominou no Maracanã lotado, vencendo por 2 a 0, com gols de Pedro e Luiz Araújo. Na partida de volta, dentro do Allianz Parque, a partida foi dominada pelo Palmeiras que venceu por 1 a 0, com gol de Vítor Reis. O resultado no agregado ficou 2 a 1 para o Flamengo que acabou se classificando para as quartas de final.

## Jogadores em comum

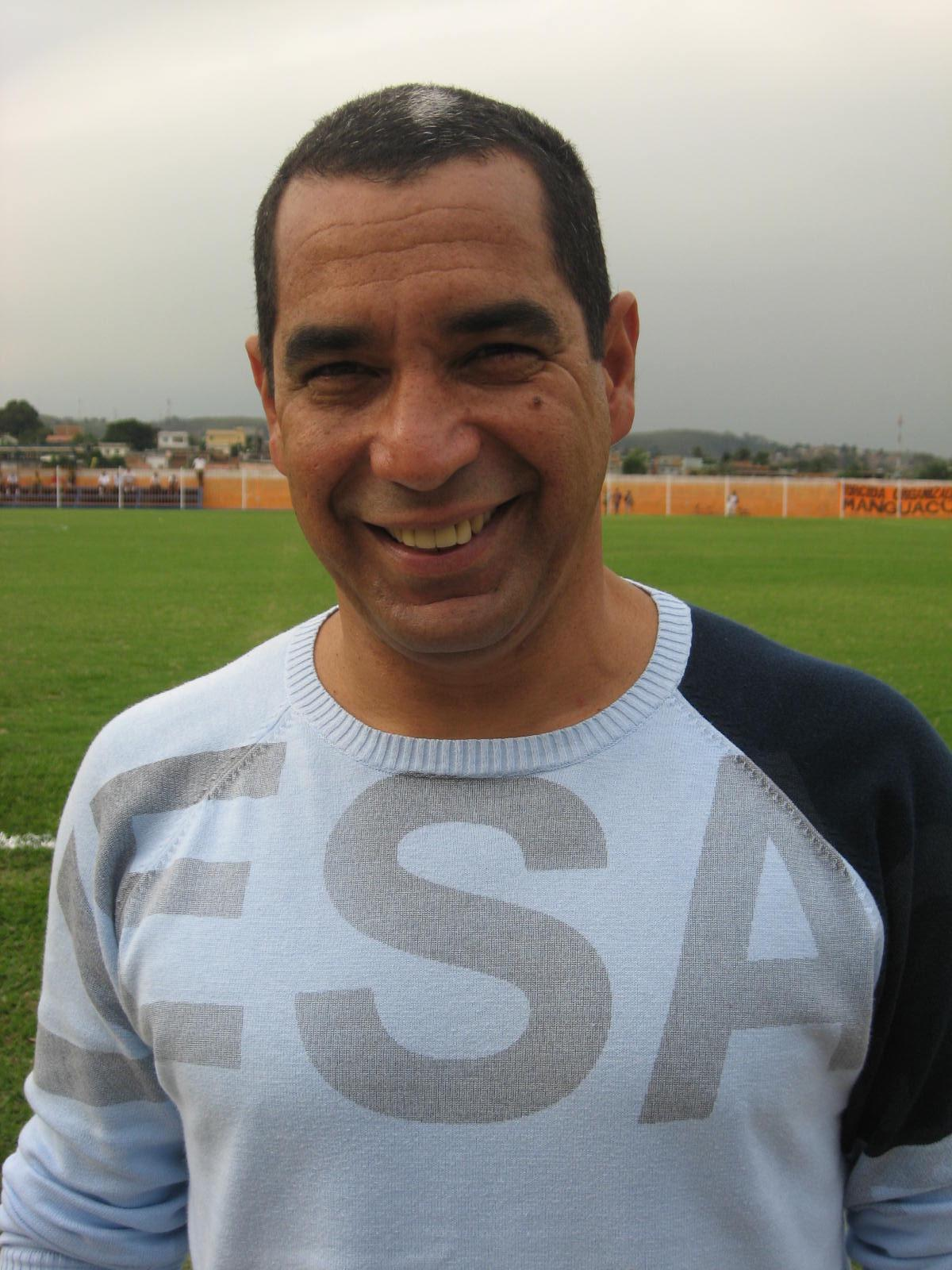
Zinho, que brilhou no Flamengo e no Palmeiras

Outra característica do confronto são as presenças de craques históricos com ambas as camisas. Foram os casos, por exemplo, do apoiador Zinho, campeão da Copa União de 1987 e do Brasileiro de 1992 pelo time carioca e bi-brasileiro pelo paulista, em 1993 e 1994; do atacante Paulo Nunes, campeão carioca, brasileiro e da Copa do Brasil pelo Fla, e da Copa do Brasil, Mercosul e Libertadores pelo alviverde; do apoiador Djalminha, que festejou títulos cariocas, nacional e da Copa do Brasil na Gávea, e o Paulista de 1996 no Parque Antártica; do atacante Luizão, também campeão paulista de 1996 pelo Palmeiras, e da Copa do Brasil de 2006 pelo Flamengo; e do zagueiro Júnior Baiano, ganhador da Copa do Brasil de 1990 e do Brasileiro de 1992 pelo rubro-negro; e da Mercosul de 1998 e da Libertadores de 1999, pelo alviverde. 
Da mesma lista, fazem parte ainda Alecsandro, Edílson, Sérgio (goleiro), Cláudio, David Braz, Egídio, Gaúcho e Marquinhos.

## Estatísticas

### Campeonato Brasileiro

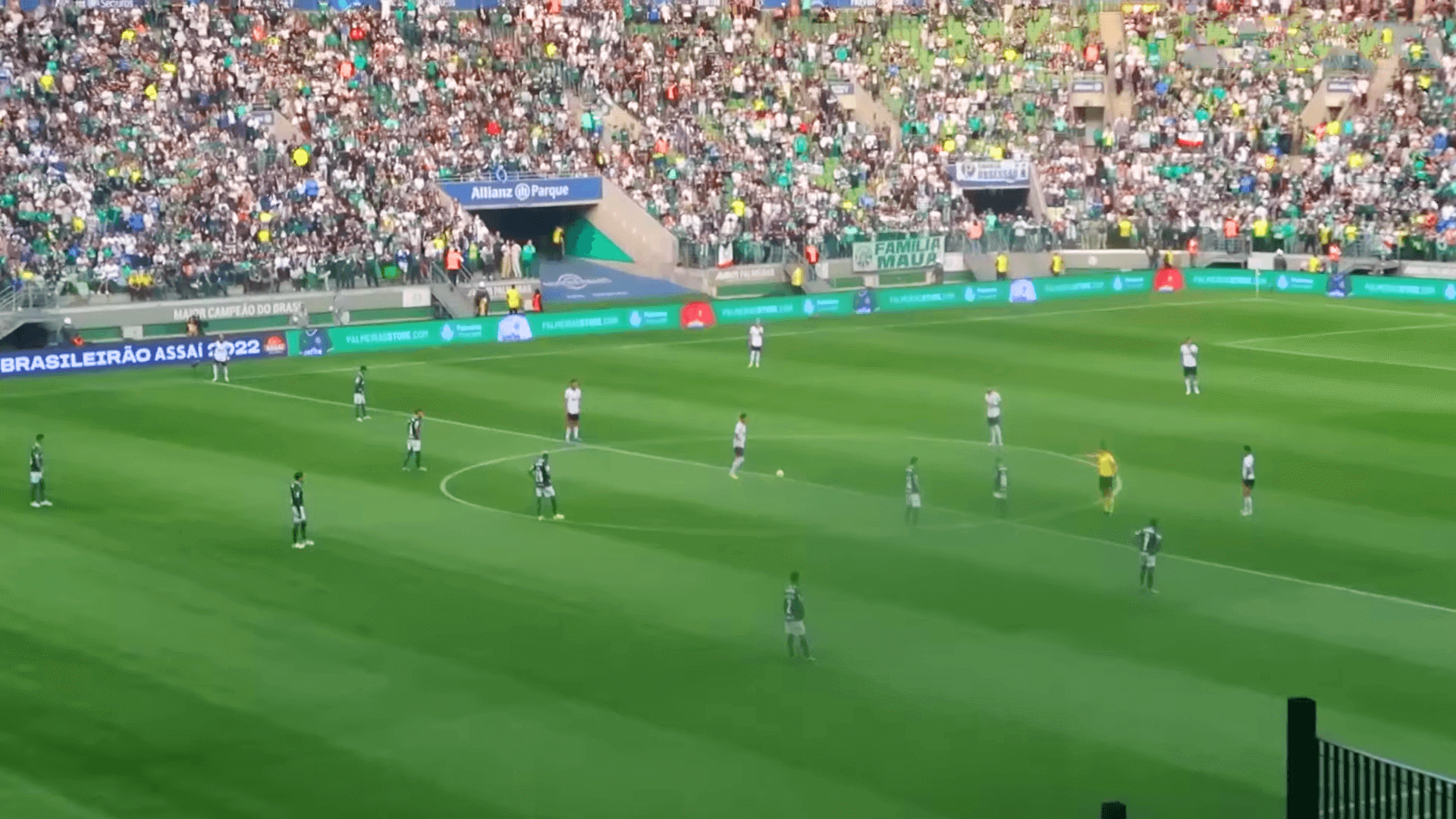
Palmeiras e Flamengo em jogo pelo Campeonato Brasileiro de 2022

As estatísticas do confronto entre Flamengo e Palmeiras trazem bastante equilíbrio pelo Campeonato Brasileiro:
|               | Palmeiras | Flamengo |
| ------------- | --------- | -------- |
| Vitórias      | 23        | 24       |
| Empates       | 29        | 29       |
| Partidas      | 76        | 76       |
| Gols marcados | 92        | 100      |
| Total de gols | 192       | 192      |

## Partidas decisivas
Na pior fase
O Palmeiras foi rebaixado para a Série B em 2012, e o gol que selou o rebaixamento foi marcado por Vágner Love em um jogo contra o Flamengo.

Em finais
- Em 2023, o Palmeiras conquistou a Supercopa do Brasil ao vencer o Flamengo.
- Em 2021, o Palmeiras conquistou a Copa Libertadores da América ao vencer o Flamengo.
- Em 2021, o Flamengo conquistou a Supercopa do Brasil ao vencer o Palmeiras.
- Em 1999, o Flamengo conquistou a Copa Mercosul ao vencer o Palmeiras.[21]

Em outras fases eliminatórias de competições da CBF
- Em 2024, o Flamengo eliminou o Palmeiras nas oitavas de final da Copa do Brasil.
- Em 2000, o Palmeiras eliminou o Flamengo nas semifinais da Copa dos Campeões.
- Em 1999, o Palmeiras eliminou o Flamengo nas quartas de final da Copa do Brasil.
- Em 1997, o Flamengo eliminou o Palmeiras nas semifinais da Copa do Brasil